# Jean L'Italien
Jean L'Italien est un acteur québécois né le 16 mars 1958. Il est comédien de la télévision québécoise. Il a aussi développé des talents dans le domaine du théâtre. Il s'est fait connaitre par le public québécois par le téléroman Robert et compagnie.

## Biographie
Jean L'Italien a habité à Cartierville, Montréal. Il fait ses études théâtrales à L’école nationale de théâtre du Canada (ENT) de 1983 à 1986. Sa fille, Sara L’Italien, exerce aujourd’hui le même métier que lui.

## Filmographie

### Cinéma
- 1989 : Blanche est la nuit
- 1990 : Le Party : Helper (follow spot)
- 1991 : Shadows of the Past : Cop #1
- 1991 : The Aquanaut
- 1994 : Reality Show (Louis 19, le roi des ondes) : Roger
- 2003 : Sur le seuil : Charles Monette
- 2003 : Nez rouge : Jérôme
- 2020 : Souterrain de Sophie Dupuis : Daniel

### Télévision
- 1989 : Les Noces de papier : Garçon italien
- 1990 : Cormoran : Gérard Labrecque
- 1990 : Les Filles de Caleb: Monsieur Trudel
- 1991 : Les Naufragés du Labrador: Joseph Bluteau
- 1994 : René Lévesque : Pierre Elliott Trudeau
- 1994 : Les grands procès : Me Lazure
- 1994 : Scoop III : Capitaine Therrien
- 1996 : Virginie : Bernard Paré
- 1996 : Urgences ("Urgences"): Dr. Jacques Saucier
- 2000 : Le Canada : Une histoire populaire : Pierre Boucher (adulte)
- 2004 : Smash : François Gendron
- 2004 : Temps dur : Francis Labelle
- 2011 : Destinées : Lucien Pronovost
- 2011 : La Galère : Éric
- 2012 : Lance et compte: La déchirure : Détective Jean Bernier'
- 2019: 5e Rang: Yves Menard
- 2020: Les moments Parfait
- 2022: L'empereur